# Сынтас (Актюбинская область)
Сынтас (каз. Сынтас) — упразднённое село в Мартукском районе Актюбинской области Казахстана, расположено на берегу одноимённой реки. Ликвидировано в 2012 г. Входило в состав Родниковского сельского округа. Код КАТО — 154657500.

## Население
В 1999 году население села составляло 52 человека (25 мужчин и 27 женщин). По данным 2009 года, в селе не было постоянного населения.